# أرقام الهاتف في الصحراء الغربية
تستخدِمُ أرقام الهاتف في الصحراء الغربية النطاقات التي تستعملها الدولة المغربية.
شكل الرقم: +212 5288-XXXXX +212 5289-XXXXX
| الرمز | المنطقة/المدينة |
| ----- | --------------- |
| 05288 | سمارة           |
| 05289 | الداخلة/العيون  |